# コロネットブルーの謎
『コロネットブルーの謎』（ - なぞ、原題: Coronet Blue）は、アメリカ合衆国のテレビドラマ。1967年5月29日から1967年9月4日まで、CBSで放映された。日本では1968年にNHKで放映された。
自身の秘密を解き明かそうとする記憶喪失の主人公マイケル・オールデンをフランク・コンヴァースが演じ、ブライアン・ベッドフォードが共演した。 全13話のエピソードは1965年に撮影され、当初は1965年から66年にかけて放映される予定であったが、CBSはこれを中断し、2年後に夏の埋草番組として放送した。 しかし徐々に人気が出始め、固定ファンも付いてきたため（コンヴァースによると）CBSは続編を望んだが、『コロネットブルーの謎』最終回放映時点で彼はABCの番組『ニューヨーク警察』 (N.Y.P.D.) と契約を結んでしまっていた。アメリカ本国では幾つかの放送予定変更によって、当初は13話中11話のみが放映された。主題歌はR&B歌手のレニー・ウェルチが歌っている。

## あらすじ
フランク・コンヴァース演じる主人公（初登場時には「ジゴ」と呼ばれている）は停泊中の船の甲板で1人の女性と2人の男性から、彼の目論みなどお見通しだと詰め寄られていた。いきなり向けられた銃口は咄嗟に逸らしたが、寄ってたかって殴打され失神し、身分の判るものを剥ぎ取られた上で海に投げ捨てられる。なんとか自力で陸上に這い上がる事が出来たものの、彼は記憶喪失となっていた。駆けつけた救急医と警官に唯一告げた言葉が「コロネットブルー」であった。直ぐに彼は自分が謎の組織によって暗殺の標的とされている事を知る。彼は運び込まれた病院と医者の名前を組み合わせた「マイケル・オールデン」を名乗る事に決め、自分の命を狙う襲撃者の正体と自身の身元、そしてコロネットブルーの謎を追い求める。これらの謎が明らかにされる前にシリーズは終了したが、後に原作者ラリー・コーエンが伝記作者に想定していた秘密を語っている。
「実際の秘密は、コンヴァース（の演じた主人公）は実はアメリカ人ではなかったということです。彼はアメリカ人に見えるよう訓練され、スパイとして米国に送り込まれたロシア人でした。『コロネットブルー』と呼ばれるスパイ組織に所属していたが、離脱する決意を固めたため、ロシア人たちは彼が寝返って他のソビエト諜報員を売り渡す前に葬り去ろうとしました。元々アメリカ人では無かったから、アメリカでは彼を知る者が一人もいなかったのです。コロネットブルーは、実は『The Defenders』の「The Traitor」というエピソード（第2シーズン第22話）の副産物でした。」 
『コロネットブルーの謎』は前々年まで放映されていた『The Nurses』という番組に関連している。パイロット番組ではフランク・コンヴァースが演ずる主人公は水中から助け出され、『The Nurses』の舞台となったニューヨークの架空のオールデン総合病院へ連れて行かれる。 彼は自身の名字としてオールデンを選ぶ。

## エピソード一覧
第1話 失われた記憶 (A Time To Be Born)
脚本: アルバート・ルーベン、監督: ポール・ボガート。ゲスト: スーザン・ハンプシャー、ジョン・サイファー他。
「ジゴ」と呼ばれる男が船から突き落とされ命は取り留めるが、「コロネットブルー」という言葉以外の過去の記憶を失っていた。回復後「マイケル・オールデン」を名乗り「失った過去を取り戻す」旅を開始するが、直ぐに自分が暗殺の標的にされている事に気付く。
第2話 エバという女 (Where Are You From And What Have You Done ?)
脚本: エドワード・デブラシオ、監督: サム・ワナメイカー。ゲスト: ヴィンセント・ガーディニア他。
オールデンは彼を知っていると言う不思議な若い女性と出会うが、オールデンは彼女が何かを隠していると疑う。
第3話 ステンドグラスの顔　(A Dozen Demons)
脚本: ロバート・クリーン、監督: デイヴィッド・グリーン。ゲスト: リンダ・デイ・ジョージ、ドナルド・モファット他。
若い修道士のブラザー・アンソニーは、ステンドグラスの顔とマイケル・オールデンが似ているのを見て、彼の素性について何か手掛かりを掴んだようだった。
第4話 証拠写真　(Faces)
監督: ロバート・スティーヴンス。ゲスト: ハル・ホルブルック、ミッチェル・ライアン、フィリス・サクスター他。
オールデンは若い女性が2年前に殺された街に手掛りがあると思い訪ねて行く。
第5話 火星への六ヶ月　(Six Months To Mars)
脚本: スタンレー・R・グリーンバーグ、監督: デイヴィッド・グリーン。ゲスト: アラン・アルダ、パトリック・オニール、ビリー・ディー・ウィリアムズ、デニス・パトリック他。
オールデンは宇宙飛行士の研究プロジェクトに参加する事となった。
第6話 暗殺者たち　(The Assassins)
脚本: アルバート・ルーベン、監督: レイモント・ジョンソン。ゲスト: シグニ・ハッソ、ジャネット・マーゴリン、エドワード・ビンズ、ジョン・ヴァーノン他。
オールデンは彼の両親だと言う人々と再会するが、幾つかの辻褄の合わない事柄に気付いて彼らを疑い始める。
第7話 トモヨという女　(Tomoyo)
脚本: ウォルド・ソルト、監督: デイヴィッド・グリーン。ゲスト: ケイ・ルーク他。
オールデンは若い東洋人女性に注意を惹かれ、ついて行った先の空手道場で袋叩きに合う。
第8話 追われる男　(Man Running)
脚本: アート・ウォレス、監督: サム・ワナメーカー。ゲスト: ジュリエット・ミルズ、デンホルム・エリオット他。
オールデンはある政治家とその娘の暗殺計画に知らず知らず巻き込まれていく。
第9話 殺人のシャレード　(A Charade For Murder)
監督： デイヴィッド・プレスマン。ゲスト: ジャック・キャシディ、ブレンダ・ヴァッカロ、ロイ・シャイダー他。
アンソニーはオールデンに間違われ、殺人計画の罠に陥れられる。
第10話 虚構のアイドル (The Flip Side Of Timmy Devon)
脚本: アルバート・ルーベン、監督: デイヴィッド・グリーン。ゲスト: ディック・クラーク、サリー・ケラーマン他。
オールデンは発売されたばかりの歌の歌詞を正確に知っている事に気付き、自分の正体を知る鍵なのではないかと考える。
第11話 学園スト　(The Rebels)
脚本: ロバート・ヴァン・スコヤック、監督: サム・ワナメーカー。ゲスト: ジョン・ヴォイト、リチャード・カイリー、デビッド・キャラダイン、キャンディス・バーゲン、アディソン・パウエル他。
オールデンは急進派の学生と反対勢力の抗争に巻き込まれる。
第12話 手がかり　(Saturday)
脚本: アルヴィン・サージェント、監督: デイヴィッド・グリーン。ゲスト: ダグ・チャピン、マイルズ・チャピン、ネヴァ・パターソン、デヴィッド・ハートマン他。
オールデンは人生に対する責任に直面している少年と土曜日を過ごす。
第13話 公園にて　(The Presence Of Evil)
脚本: ロバート・クリーン、監督: サム・ワナメーカー。ゲスト: ジョセフ・ワイズマン、ヴィヴェカ・リンドフォース他。
オールデンとアンソニーは、霊能力者のオールデンを亡き者しようとする奇妙な計略に引き摺り込まれる。
放映順
| 米国初放映日                | No. | 邦題               | 原題                              |
| --------------------------- | --- | ------------------ | --------------------------------- |
| 1967年5月29日（パイロット） | 1   | 失われた記憶       | A Time to Be Born                 |
| 1967年6月5日（差替放映）    | 2   | エバという女       | Where You From and What You Done? |
| 1967年6月12日               | 6   | 暗殺者たち         | The Assassins                     |
| 1967年6月19日               | 11  | 学園スト           | The Rebels                        |
| 1967年6月26日（差替放映）   | 7   | トモヨという女     | Tomoyo                            |
| 1967年7月3日                | 3   | ステンドグラスの顔 | A Dozen Demons                    |
| 1967年7月10日               | 4   | 証拠写真           | Faces                             |
| 1967年7月17日               | 8   | 追われる男         | Man Running                       |
| 1967年7月24日               | 9   | 殺人のシャレード   | A Charade for Murder              |
| 1967年7月31日               | 12  | 手がかり           | Saturday                          |
| 1967年8月7日                | 13  | 公園にて           | Presence of Evil                  |
| 1967年8月14日               | 5   | 火星への六ヶ月     | Six Months to Mars                |
| 1967年8月21日（差替再放送） | 2   | エバという女       | Where You From and What You Done? |
| 1967年8月28日（差替再放送） | 7   | トモヨという女     | Tomoyo                            |
| 1967年9月4日                | 10  | 虚構のアイドル     | The Flip Side of Timmy Devon      |